# Меннерс, Джон, 5-й герцог Ратленд
Джон Генри Маннерс, 5-й герцог Ратленд (англ. John Henry Manners, 5th Duke of Rutland; 4 января 1778 — 20 января 1857) — британский аристократ и землевладелец, а также владелец и заводчик скаковых лошадей. Был известен как лорд Росс с 1778 по 1779 год и маркиз Грэнби с 1779 по 1787 год.

## Предыстория
Родился 4 января 1778 года в Найтсбридже, Лондон. Старший сын Чарльза Меннерса, 4-го герцога Ратленда (1754—1787), и его жены леди Мэри Изабеллы Сомерсет (1756—1831), дочери Чарльза Сомерсета, 4-го герцога Бофорта. Он был внуком Джона Меннерса, маркиза Грэнби (1721—1770), братом лорда Чарльза Мэннерса и лорда Роберта Мэннерса. Он стал известен как маркиз Грэнби, когда его отец унаследовал герцогство в 1779 году.
24 октября 1787 года после смерти своего отца Джон Генри Меннерс унаследовал титул 5-го герцога Ратленда, а также остальные родовые титулы и владения.
Он получил образование в Илингской школе в Лондоне. Затем он закончил Тринити-колледже в Кембридже, получив степень магистра искусства в 1797 году. Он занимал должности регистратора Кембриджа в 1799—1800 годах, верховного стюарда Кембриджа в 1800—1835 годах, регистратора в Грэнтеме и Скарборо. В 1803 году герцог Ратленд был награжден Орденом Подвязки. Он был попечителем Британского музея и имел звание полковника милиции Лестершира.

## Общественная жизнь
Ратленд был лордом-лейтенантом Лестершира в 1799—1857 годах. Он также был известным владельцем и заводчиком чистокровных скаковых лошадей. Его самой успешной лошадью был Кадленд, который выиграл Дерби в 1828 году.

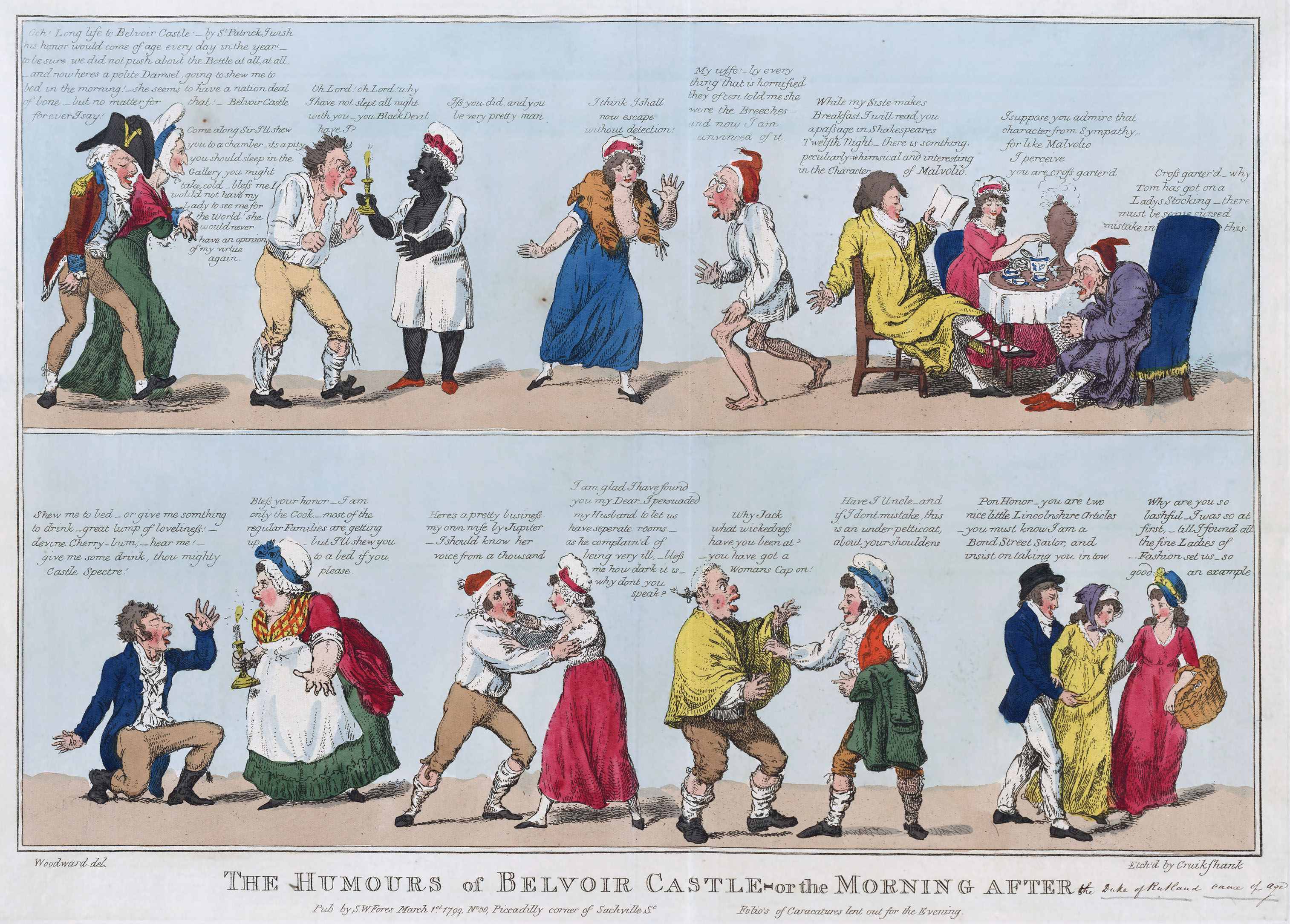
Юмор замка Бельвуар — или на следующее утро, карикатура 1799 года на празднование его «совершеннолетия» (21-го года рождения герцога Ратленда).

Герцог Ратленд был вымышлен как «герцог» в романе Бенджамина Дизраэли «Конингсби». Два его сына также фигурировали как «маркиз де Бомануар» и «лорд Генри Сидни».

## Семья
22 апреля 1799 года герцог Ратленд женился на леди Элизабет Говард (13 ноября 1780 — 29 ноября 1825), дочери Фредерика Говарда, 5-го графа Карлайла (1748—1825), и леди Маргарет Кэролайн Левесон-Гоуэр (1753—1824).
У них было десять детей:
- Леди Каролина Изабелла Мэннерс (25 мая 1800 — декабрь 1804)
- Леди Элизабет Фредерика Мэннерс (10 декабря 1801 — 20 марта 1886), вышла замуж 7 марта 1821 года за Эндрю Роберта Драммонда (1794—1865). У них было семеро детей.
- Леди Эммелина Шарлотта Элизабет Мэннерс (2 мая 1806 — 29 октября 1855), вышла замуж 17 февраля 1831 года за Чарльза Стюарта-Уортли-Маккензи[англ.] (1802—1844). У них было трое детей.
- Джордж Джон Генри Мэннерс, маркиз Грэнби (26 июня 1807 — 4 августа 1807)
- Леди Кэтрин Изабелла Мэннерс (4 февраля 1809 — 20 апреля 1848), вышла замуж 1 декабря 1830 года за Фредерика Херви, 2-го маркиза Бристоля (1800—1864). У них было семеро детей.
- Леди Аделиза Элизабет Гертруда Мэннерс (29 декабря 1810 — 26 октября 1877), вышла замуж 22 февраля 1848 года за преподобного Фредерика Джона Нормана (1815—1888). У них была одна дочь.
- Джордж Джон Фредерик Маннерс, маркиз Грэнби (20 августа 1813 — 15 июня 1814)
- Чарльз Сесил Джон Мэннерс, 6-й герцог Ратленд (16 мая 1815 — 3 марта 1888), холост и бездетен
- Джон Джеймс Роберт Мэннерс, 7-й герцог Ратленд (3 декабря 1818 — 4 августа 1906), женился первым браком на Кэтрин Марли 10 июня 1851 года. У них был один сын. 15 мая 1862 года он снова женился на Джанетте Хьюэн. У них было четверо детей.
- Лорд Джордж Джон Мэннерс[англ.] (22 июня 1820 — 8 сентября 1874), женился) 4 октября 1855 года на Аделизе Фицалан-Говард (1829—1904), дочери Генри Фицалана-Говарда, 13-го герцога Норфолка. У них было пятеро детей.

Герцогиня Ратленд руководила ландшафтными работами на территории замка Бельвуар и принимала активное участие в управлении поместьем, включая проектирование образцовой фермы. Она также занималась благоустройством Чивли-парка и наблюдала за строительными работами в Йорк-хаусе на Молле для герцога Йоркского. Ей также приписывали проектирование нового дворца для Георга IV.
Герцогиня Ратленд умерла в ноябре 1825 года в возрасте 45 лет. Герцог Ратленд оставался вдовцом до своей смерти в замке Бельвуар, Лестершир, в январе 1857 года в возрасте 79 лет.

## Титулатура
- 5-й герцог Ратленд (с 24 октября 1787)
- 5-й маркиз Грэнби, Ноттингемшир (с 24 октября 1787)
- 13-й граф Ратленд (с 24 октября 1787)
- 5-й лорд Меннерс из Хэддона (с 24 октября 1787).